# Trollskau, skrømt og kølabrenning
Trollskau, skrømt og kølabrenning je debutní studiové album norské folk/viking/black metalové kapely Myrkgrav. Vydáno bylo v říjnu 2006 hudebním vydavatelstvím Det Germanske Folket dva roky po vydání dema Fra fjellheimen kaller....

## Seznam skladeb
1. "Gygra & St. Olav" (05:35)
2. "Fela Etter'n Far" (05:20)
3. "Om Å Danse Bekhette" (04:19)
4. "Oppbrennerbønn" (04:09)
5. "Olav Tryggvason" (03:17)
6. "Mellomspell" (Instrumental) (01:35)
7. "Tre Skygger Tel Kølabrennern Kom" (04:29)
8. "Tjernet" (05:15)
9. "De To Spellemenn" (02:49)
10. "Finnkjerringa" (04:39)
11. "Endetoner" (Instrumental) (02:37)

## Sestava
- Lars Jensen – vokály, kytara, baskytara, bicí, klávesy, flétna